# أخر الضلمة (فلم)
أخر الضلمة فيلم روائي قصير مصري من بطولة شريف رمزي وعمرو مكين ومجدي صالح وكارم أمين وأحمد الريبي ومصطفي جمال وهو من تأليف السيناريست عبد الجليل الشرنوبي، وإخراج مي أمجد. وهو فيلم غالب فيه الطابع السياسي.

## قصة الفيلم
أحداث الفيلم في 45 دقيقة، يناقش من خلالها أشكال الاستبداد المتعددة من خلال السجين السياسي شريف رمزي، الذي يتم اعتقاله عن طريق الخطأ من قبل جهة أمنية غير معروفة، ليتعرض لجميع أشكال التعذيب داخل المعتقل مع المجرمين، إلى أن يبدأ هذا السجين في التأثير الإيجابي على هؤلاء المجرمين ومحاولة إصلاحهم لكي يكونوا مواطنين صالحين داخل المجتمع.

## بطولة
- شريف رمزي
- عمرو مكين
- مجدي صالح
- كارم أمين
- أحمد الريبي
- مصطفي جمال
- رامي عمرو مكين
- رانيا شاهين
- صفاء الطوخي
- طارق والي
- أحمد الزغبي
- ياسر شعبان أداء صوتي الضابط